# استر هارت
استر هارت (به هلندی: Esther Hart) (زاده ۳ ژوئن ۱۹۷۰) خواننده هلندی است.
او در مسابقه آواز یوروویژن ۲۰۰۳ نماینده هلند بود.